# Brachylophus vitiensis
Brachylophus vitiensis е вид влечуго от семейство Iguanidae. Видът е критично застрашен от изчезване.

## Разпространение
Разпространен е във Фиджи.

## Описание
Популацията на вида е намаляваща.